# دیوخار گرمسیری
دیوخار گرمسیری، دهیر، زیروک، سِریم (نام علمی: Lycium shawii) نام یک گونه از سرده دیوخار است.